# 特嫩蒂-劳伦蒂努-克鲁斯
特嫩蒂-劳伦蒂努-克鲁斯是巴西北大河州的一个市镇。总面积74.376平方公里，总人口5174人，人口密度69.6人/平方公里。